# Ассоциация центральных депозитариев Евразии
Ассоциация центральных депозитариев Евразии (АЦДЕ) — объединение центральных депозитариев стран СНГ, главной целью которого является развитие и совершенствование депозитарной деятельности, создание единого «депозитарного пространства», вхождение центральных депозитариев стран СНГ в общемировую систему расчетов по сделкам с ценными бумагами.

## История
Обсуждение вопросов взаимодействия центральных депозитариев стран, входящих в СНГ, началось в 2001 году в Ташкенте на международном семинаре «Интеграция депозитарных систем — основа эффективного взаимодействия на международном рынке ценных бумаг». На этом мероприятии впервые профессиональные участники рынка ценных бумаг смогли получить представление об уровне развития учётных систем и фондовых рынков соседних стран, а также наметить пути дальнейшего сотрудничества. Тогда многие участники семинара отметили назревшую необходимость установления партнерских отношений между организациями, объединения усилий по совершенствованию и гармонизации законодательства на рынке ценных бумаг, налаживанию механизмов эффективного взаимодействия между фондовыми рынками в целом.
В дальнейшем такие семинары стали традиционными. В 2002 году встреча прошла в г. Алматы (Казахстан), в 2003 году — в г. Баку (Азербайджан). На них представители центральных депозитариев стран СНГ обменивались опытом и мнениями по актуальным вопросам. С каждым годом масштабы мероприятия увеличивались, и международная конференция по вопросам взаимодействия центральных депозитариев стран СНГ, прошедшая в 2004 г. в Москве, стала новым этапом в истории этих встреч. Конференция показала, что, несмотря на различие уровней развития фондовых рынков стран СНГ, существование определённых законодательных и технологических особенностей, назрел вопрос интеграции рынков, что существует реальная заинтересованность в гармонизации нормативных актов дружественных стран, установлении междепозитарных отношений. Результатом конференции стало решение её участников о создании Ассоциации центральных депозитариев Евразии.
22 декабря 2004 г. в Москве состоялась I (учредительная) конференция Ассоциации центральных депозитариев Евразии, организованная Некоммерческим партнерством «Национальный депозитарный центр» и Закрытым Акционерным Обществом «Депозитарно-Клиринговая Компания». Основными целями конференции стали: подписание Резолюции об учреждении Ассоциации центральных депозитариев Евразии, а также формирование основных органов её управления и разработка планов работ.
Членами Ассоциации являются учредители Ассоциации, а также участники, вошедшие в состав АЦДЕ в соответствии с процедурой, предусмотренной статьей 5 Резолюции.

## Участники
| Участник                                                                                                   | Страна           |
| --- | ---------------- |
| Государственное предприятие Центральный депозитарий ценных бумаг (ЦДРУз)                                   | Узбекистан       |
| ПАО «Национальный депозитарий Украины» (НДУ)                                                               | Украина          |
| Центральный депозитарий ценных бумаг Грузии (ЦДЦБГ)                                                        | Грузия           |
| Небанковская кредитная организация акционерное общество Национальный расчётный депозитарий                 | Россия           |
| ЗАО «Национальный Депозитарный Центр Азербайджанской Республики» (НДЦ)                                     | Азербайджан      |
| Республиканское унитарное предприятие «Республиканский центральный депозитарий ценных бумаг» (РУП «РЦДЦБ») | Беларусь         |
| «Центральный депозитарий Армении» Открытое Акционерное Общество                                            | Армения          |
| Закрытое акционерное общество «Центральный депозитарий»                                                    | Кыргызстан       |
| Центральный депозитарий ценных бумаг Грузии                                                                | Грузия           |
| Акционерное общество «Центральный депозитарий ценных бумаг»                                                | Казахстан        |
| Национальный депозитарий Индии (NSDL)                                                                      | Индия            |
| Центральный депозитарий Индии (CDSL)                                                                       | Индия            |
| Национальный Депозитарий Ценных Бумаг Республики Молдова                                                   | Молдова          |
| Центральный депозитарий Турции (MKK)                                                                       | Турция           |
| Центральный депозитарий Республики Таджикистан                                                             | Таджикистан      |
| Центральный депозитарий Южной Кореи (KSD)                                                                  | Республика Корея |

## Руководящие органы

### Общее собрание
Основным органом управления Ассоциации является ежегодно созываемое Общее собрание Участников Ассоциации. Организатором проведения Общего собрания является Участник, осуществляющий свою деятельность в стране проведения Общего собрания. Решения Общего собрания принимаются большинством голосов Участников, представленных на нём. Каждый Участник, представленный на Общем собрании, имеет один голос.

### Председатель Ассоциации
Председатель Ассоциации является исполнительным органом управления Ассоциации, осуществляющим текущее руководство Ассоциацией в период между заседаниями Общего собрания Участников Ассоциации и обеспечивающим реализацию целей Ассоциации, положений Резолюции и решений Общего собрания.

### Компетенции общего собрания[1]
1. принимает решения, обязательные для Участников;
2. утверждает отчет о деятельности Ассоциации за год;
3. вносит изменения в Резолюцию;
4. определяет организацию — Участника Ассоциации, выполняющую функции Секретариата Ассоциации;
5. формирует Рабочие группы Ассоциации и назначает руководителей Рабочих групп;
6. определяет задачи Рабочих групп Ассоциации;
7. заслушивает доклады Рабочих групп Ассоциации и выносит решение по существу докладов;
8. прекращает деятельность Рабочих групп Ассоциации;
9. обсуждает вопросы, представляющие общий интерес Участников;
10. определяет место и сроки проведения следующего Общего собрания Участников Ассоциации;
11. выполняет другие надлежащие функции, соответствующие целям Ассоциации.

#### Председатели Ассоциации[1]
| Года          | Председатель Ассоциации         | Должность |
| ------------- | ------------------------------- | --- |
| 2016-2017 гг. | Тимошенко Валентина Анатольевна | Республиканское унитарное предприятие «Республиканский центральный депозитарий ценных бумаг» (РУП «РЦДЦБ»)                                                   |
| 2015-2016 гг. | Санадзе Гайоз Ираклиевич        | Генеральный директор Центральный депозитарий ценных бумаг Грузии                                                                                             |
| 2014-2015 гг. | Капышев Бахытжан Хабдешевич     | Президент АО «Центральный депозитарий ценных бумаг» (Республика Казахстан)                                                                                   |
| 2014 г.       | Джахангиров Акшин Фехруз оглы   | Исполняющий обязанности Председателя Правления,1-й Заместитель Председателя Правления ЗАО «Национальный Депозитарный Центр Азербайджанской Республики» (НДЦ) |
| 2013-2014 гг. | Азизов Фариз Назим оглы         | Председатель Правления ЗАО «Национальный Депозитарный Центр Азербайджанской Республики» (НДЦ)                                                                |
| 2012-2013 гг. | Астанин Эдди Владимирович       | Председатель Правления НКО ЗАО НРД |
| 2010-2011 гг. | Степанян Ваган Жораевич         | Директор ОАО «Центральный Депозитарий Армении» (ЦДА) |
| 2009-2010 гг. | Тимошенко Валентина Анатольевна | Республиканское унитарное предприятие «Республиканский центральный депозитарий ценных бумаг» (РУП «РЦДЦБ»)                                                   |
| 2008-2009 гг. | Абдужаббаров Шерали Янгибаевич  | Государственный Центральный Депозитарий Ценных Бумаг Республики Узбекистан (ЦД РУз)                                                                          |
| 2007-2008 гг. | Капышев Бахытжан Хабдешевич     | АО «Центральный депозитарий ценных бумаг» (Казахстан) |
| 2006-2007 гг. | Таранчиев Эрик Токбаевич        | Закрытое акционерное общество «Центральный депозитарий» Кыргызская Республика                                                                                |
| 2005-2006 гг. | Будза Станислав Олегович        | Национальный депозитарий ценных бумаг Молдовы |
| 2004-2005 гг. | Егоров Николай Викторович       | Закрытое акционерное общество «Национальный депозитарный центр» (Россия)                                                                                     |

### Наблюдатели[2]
| Наблюдатели                                    | Дата рассмотрения вопроса о наделении статусом наблюдателя в АЦДЕ      |
| ---------------------------------------------- | ---------------------------------------------------------------------- |
| JSC Bank of Georgia                            | 08.09.2017 на Общем годовом собрании (г. Минск, Республика Беларусь)   |
| Euroclear S.A./N.V.                            | 09.09.2016 на Общем годовом собрании (г. Тбилиси, Грузия)              |
| Clearstream Banking S.A.                       | 11.09.2015 на Общем годовом собрании (г. Алматы, Республика Казахстан) |
| АО «Специализированный депозитарий «ИНФИНИТУМ» | 11.09.2015 на Общем годовом собрании (г. Алматы, Республика Казахстан) |
| АКБ «РОСБАНК» (ОАО)                            | 10.09.2010 на Общем годовом собрании (г. Минск, Республика Беларусь)   |
| ОАО «MULK-SARMOYA BROKERLIK UYI»               | 03.10.2008 на Общем годовом собрании (г. Алматы, Республика Казахстан) |

## Деятельность
В соответствии с Резолюцией основной целью АЦДЕ является создание общего «депозитарного пространства», в том числе:
- унификация нормативно-правовой базы;
- разработка модели оптимальной учётной системы фондового рынка стран Участников;
- организация взаимодействия между Участниками с целью обеспечения трансграничных операций перевода ценных бумаг;
- стандартизация технологии работы депозитариев, порядка осуществления депозитарных операций, также документов депозитария, регламентирующих его функции. Разработка унифицированных стандартов депозитарного учёта и отчетности;
- принятие международных стандартов сообщений по депозитарным операциям и обеспечение их применения в национальной практике;
- развитие электронного документооборота;
- поддержка согласованной интеграции Участников в мировую депозитарную систему.

### Конференции Ассоциации
| Дата                   | Название мероприятие | Место проведения            |
| ---------------------- | --- | --------------------------- |
| 7-8 сентября 2017 г.   | XIV Международная конференция Ассоциации центральных депозитариев Евразии «Корпоративная информация: сбор и распространение, роль ЦД, перспективы и ограничения» | г. Минск · Беларусь         |
| 8-9 сентября 2016 г.   | XIII Международная конференция Ассоциации центральных депозитариев Евразии «Усиление роли и стабилизация операционной деятельности ЦД в период глобальной нестабильности»                                                                                                   | г. Тбилиси · Грузия         |
| 10 сентября 2015 г.    | XII Международная конференция Ассоциации центральных депозитариев Евразии «Регулирование рынка ценных бумаг: настоящее и перспективы» | г. Алматы · Казахстан       |
| 5 сентября 2014 г.     | XI Международная конференция Ассоциации центральных депозитариев Евразии «Торговля ценными бумагами в электронной эре — регулирование, конкуренция и технологии» | г. Баку · Азербайджан       |
| 12-13 сентября 2013 г. | X Международная конференция Ассоциации центральных депозитариев Евразии «Преодолевая барьеры» | г. Нижний Новгород · Россия |
| 6-8 сентября 2012 г.   | IX Международная конференция Ассоциации центральных депозитариев Евразии «Роль центрального депозитария в посттрейдинговой инфраструктуре» | г. Киев · Украина           |
| 6-8 октября 2011 г.    | VIII Международная конференция Ассоциации центральных депозитариев Евразии «Глобальные возможности локальных рынков: инфраструктура и регулирование» | г. Ереван · Армения         |
| 9-10 сентября 2010 г.  | VII Международная конференция Ассоциации центральных депозитариев Евразии «Роль центральных депозитариев в развитии информационного обеспечения участников фондового рынка»                                                                                                 | г. Минск · Беларусь         |
| 15-16 октября 2009 г.  | VI Международная конференция Ассоциации центральных депозитариев Евразии «Единое депозитарное пространство — эффективное взаимодействие участников АЦДЕ» | г. Ташкент · Узбекистан     |
| 2-3 октября 2008 г.    | V Международная конференция Ассоциации центральных депозитариев Евразии «Международный опыт и практика стран-членов Ассоциации» | г. Алматы · Казахстан       |
| 18-19 октября 2007 г.  | IV Международная конференция Ассоциации центральных депозитариев Евразии «Электронный документооборот центральных депозитариев стран СНГ, стандарты ISO, проблемы и перспективы внедрения электронного документооборота между участниками центральных депозитариев Евразии» | г. Бишкек · Кыргызстан      |
| 19-20 октября 2006 г.  | III Международная конференция Ассоциации центральных депозитариев Евразии | г. Кишинёв · Молдова        |
| 5-6 октября 2005 г.    | II Международная конференция Ассоциации центральных депозитариев Евразии «Взаимодействие центральных депозитариев стран СНГ: проблемы и перспективы» | г. Москва · Россия          |
| 22 декабря 2004 г.     | I (учредительная) конференция Ассоциации центральных депозитариев Евразии | г. Москва · Россия          |
| 23-24 сентября 2004 г. | Четвёртый Международный семинар — конференция по вопросам взаимодействия Центральных депозитариев стран СНГ | г. Москва · Россия          |
| 25-26 сентября 2003 г. | Третий Международный семинар «Интеграция депозитарных систем — основа эффективного взаимодействия на международном рынке ценных бумаг» | г. Баку · Азербайджан       |
| 6 декабря 2002 г.      | Второй Международный семинар «Интеграция депозитарных систем — основа эффективного сотрудничества международных финансовых рынков» | г. Алматы · Казахстан       |
| 14 декабря 2001 г.     | Первый Международный семинар «Интеграция депозитарных систем — основа эффективного взаимодействия на международном рынке ценных бумаг» | г. Ташкент · Узбекистан     |

## Сотрудничество
- Участие в форумах центральных депозитариев (CSD)[3].
- Сотрудничество с Ассоциацией национальных нумерующих агентств (ANNA)[4].
- Сотрудничество с Европейской ассоциацией центральных депозитариев (ECSDA)[5].
- Заседания директоров WFC[6].